# Frente Rechacista
El Frente del Rechazo (en árabe: جبهة الرفض) fue una alianza de grupos militantes palestinos, opuestos al Programa de los Diez Puntos que propuso el presidente de OLP y Fatah, Yasser Arafat, en 1974.

## Quejas
En el Programa de los diez puntos Arafat llamó a la formación de un estado árabe palestino en cada región de la tierra histórica de Palestina (región) que es liberado de control israelí. Los militantes más radicales en la OLP no confiaron en Arafat, y creyeron que la programa era una traición del valor de la lucha armada. En realidad, el Programa de los diez diez puntos no tuvo nunca cláusula alguna vinculada a las negociaciones de paz con Israel, como habrían reclamado los miembros del Frente por Rechazo.
La voluntad de negociación se evidenció en una cita de Arafat del mismo año en el 13 de noviembre de 1974:

"Traigo en una mano la rama de olivo y en la otra un fusil, no permitan que deje caer la rama de olivo"

Con esta declaración, Arafat dio indicaciones de que estaba listo para negociar con sus enemigos israelíes. En las luchas internas dentro de la OLP, aquel discurso fue una invitación a las sospechas de sus rivales.

## Jefatura y miembros
El jefe del Frente durante su existencia fue el secretario-general del Frente Popular de Liberación de Palestina Dr. George Habash. Pues Dr. Habash no ejerció ningún poder sobre las organizaciones que participaron en la alianza, más allá de su control del FPLP. Cada grupo tuvo razones para participar en el Frente:
- A. FPLP y FDLP: Ambos grupos tuvieron posiciones independientes, sin estar influenciados por otros países árabes, como Egipto, Jordania o Siria. Habash y su colega del Frente Democrático de Liberación de Palestina, Nayef Hawatmeh, habían sido firmes en la idea de la continuidad de la lucha armada. Los dos se opusieron al Programa por razones ideológicas, y también vieron en el conflicto con Arafat una oportunidad de disputar el control en la OLP.

- B. As-Saika, FPLP-CG, FLPP: Tres grupos nacionalistas palestinos prosirios. Ellos tampoco creyeron en el Programa de los diez puntos, entendiéndolo como una traición de las naciones árabes. Todos ellos rechazaron el concepto de negociaciones con Israel, y consideraron que Siria era la nación dirigente en la lucha. La falta de relación entre Arafat y el presidente sirio Hafez al-Assad antes revelar el Programa de los diez puntos condicionó la participación de los tres grupos en las conversaciones de paz.

- C. FLA y Fatah-RC:  fueron Grupos palestinos patrocinados por Irak. Por razones similares rechazaban el Programa de los diez puntos. Abu Nidal, el jefe de Fatah-RC, formó su facción en respuesta del Programa, con el apoyo de sus anfitriones iraquíes.

## El Frente se disuelve
Al principio el Frente de Rechazo hubo una alianza mal-concebida. Los intereses de As-Saika y los otros grupos prosirios chocaron con los del grupo proiraquí. En 1976 las facciones iraquíes se opusieron a la invasión siria del Líbano. En 1978, con la firma de los Acuerdos de Camp David entre Egipto e Israel, todo la Liga Árabe se reunió contra el trato. Como un resultado, la OLP y el Frente de Rechazo se "reunieron" en un «Frente de Firmeza y Confrontación». Entonces el Frente de Rechazo había hecho sin sentido, debida a los enfrentamientos violentas entre las facciones palestinas en la Guerra Civil Libanesa.